# دارکوب‌های دودی
دارکوب‌های دودی (نام علمی: Mulleripicus) یک سرده از پرندگان خانواده دارکوبان است. آنها در جنوب و جنوب شرق آسیا یافت می‌شوند. این سرده بخشی از زیرخانواده دارکوبیان است و با سردهٔ Dryocopus که گونه‌های آن به‌طور گسترده در اوراسیا و قاره آمریکا پراکنده هستند، رابطهٔ خواهری دارند.
این سرده چهار گونه دارد.
| نگاره | نام علمی                   | نام رایج          | پراکندگی |
| ----- | -------------------------- | ----------------- | --- |
|       | Mulleripicus fulvus        | دارکوب خاکستری    | سولاوسی و جزایر پیرامون آن در اندونزی                                                                        |
|       | Mulleripicus funebris      | دارکوب دودی شمالی | لوزن، ماریندوک، کاتاندو انس و جزایر پولیلو در فیلیپین                                                        |
|       | Mulleripicus fulginosus    | دارکوب دودی جنوبی | میندانائو، لیته و سامار                                                                                      |
|       | Mulleripicus pulverulentus | دارکوب بزرگ توسی  | بنگلادش، بوتان، برونئی، کامبوج، هند، اندونزی، لائوس، مالزی، میانمار، نپال، فیلیپین، سنگاپور، تایلند و ویتنام |